# Хилдерик
Вижте пояснителната страница за други личности с името Хилдерик.
Хилдерик (Hilderic, Hilderich, Hildericus, Hilderix, Hildirit, Hildimer; „Ilderich“; Ἱλδέριχος) e крал на вандалите и аланите в Северна Африка от 523 до 530 г.

## Произход и управление
Той е внук на легендарния крал Гейзерик, основателят на Вандалското кралство в Африка. Син е на Хунерик и Евдокия, дъщеря на Лициния Евдоксия и западноримския император Валентиниан III (419 – 455) и внучка на източноримския император Теодосий II и Елия Евдокия. Брат е на Теодерих, който умира преди 484 г.
Хилдерик става крал след смъртта на братовчед му Тразамунд († 6 май 523). Хилдерик хваща и затваря избягалата Амалафрида (съпруга на Тразамунд), която е сестра на краля на остготите Теодорих Велики († 30 август 526) и вероятно я убива през 525 или 526 г. Така той скъсва връзките си с остготите.
Хилдерик прекъсва гонитбата на католиците, отказва се от арианството и се сближава с Византийската империя, с императорите Юстин I и Юстиниан I. На монетите си той не прегва своя портрет, а този на Юстиниан I, с когото е приятел и признава неговите привилегии. Това води до образуване на „Вандалска национална партия“. След загубата му против маврите, Хилдерик е смъкнат от трона през август 530 г. от братовчед му Гелимер (ариан) с помощта на тази партия. Юстиниан I не признава Гелимер и през 533 г. започва война против него. След пристигането на Велизарий в Африка, Гелимер поръчва на брат си Амат (Ammatas) убийството на Хилдерик и племенника му Оамер (Euagees) в Картаген, за да не бъдат сложени от византийците отново на трона.
Хилдерик управлява 7 години и 3 месеци.